# Ясюниха
 Ясюниха — деревня в Ивановском районе Ивановской области. Входит в состав Богданихского сельского поселения.

## География
Находится в центральной части Ивановской области на расстоянии приблизительно 8 км на юго-восток по прямой от вокзала станции Иваново на левобережье речки Уводь.

## История
Появилась на карте еще 1808 года. В 1859 году здесь (тогда деревня Шуйского уезда Владимирской губернии) было учтено 34 двора, в 1902 — 40.

## Население
Постоянное население составляло 245 человек (1859 год), 184 (1902), 167 в 2002 году (русские 93 %), 196 в 2010.